# Trichosteleum confertulum
Trichosteleum confertulum är en bladmossart som beskrevs av Georg Friedrich von Jaeger 1880. Trichosteleum confertulum ingår i släktet Trichosteleum och familjen Sematophyllaceae. Inga underarter finns listade i Catalogue of Life.